# 崔賾 (北魏)
崔 賾（さい さく、? - 440年頃）は、中国の北魏の人物。字は泰沖。本貫は清河郡東武城県。

## 経歴
崔逞の末子として生まれた。はじめ太子洗馬となった。後に散騎常侍の位を受け、清河侯に封じられた。崔賾の兄の崔諲が南朝宋の冀州刺史となると、太武帝は「劉義隆がそなたの兄を任用したというなら、わたしがそなたを冀州としないことがあろうか」と言って、崔賾を平東将軍・冀州刺史に任じた。大鴻臚となり、433年（延和2年）に楊難当を南秦王に封じる使者として立った。436年（太延2年）、楊難当が上邽を占拠すると、楽平王拓跋丕が上邽を攻撃するのに先だって、崔賾は楊難当に対する説得に当たった。後に方士の韋文秀とともに王屋山に訪れて金丹を作ったが、成功しなかった。太平真君初年に死去した。

## 子女

### 子
- 崔秉（字は公礼、早逝した）
- 崔広（字は公淵、襲爵、平東将軍）
- 崔軌（字は公則、太子中舎人・鎮南司馬）
- 崔穆（字は公和、早逝した）
- 崔叡（字は公哲、小字は男季。孝文帝の初年に外国と通交した罪で処刑された）

### 女
- 崔氏（李孝伯の妻、李元顕の母）
- 崔氏（盧度世の妻）

## 伝記資料
- 『魏書』巻32 列伝第20
- 『北史』巻24 列伝第12